# Сечеле (комуна)
Сечеле (рум. Săcele) — комуна у повіті Констанца в Румунії. До складу комуни входять такі села (дані про населення за 2002 рік):
- Сечеле (2148 осіб) — адміністративний центр комуни
- Траян (85 осіб)

Комуна розташована на відстані 202 км на схід від Бухареста, 34 км на північ від Констанци, 114 км на південний схід від Галаца.

## Населення
За даними перепису населення 2002 року у комуні проживали 2233 особи.
Національний склад населення комуни:
| Національність   | Кількість осіб | Відсоток |
| ---------------- | -------------- | -------- |
| румуни           | 2224           | 99,6%    |
| цигани           | 7              | 0,3%     |
| угорці           | 1              | < 0,1%   |
| росіяни-липовани | 1              | < 0,1%   |

Рідною мовою назвали:
| Мова      | Кількість осіб | Відсоток |
| --------- | -------------- | -------- |
| румунська | 2231           | 99,9%    |
| німецька  | 1              | < 0,1%   |
| грецька   | 1              | < 0,1%   |

Склад населення комуни за віросповіданням:
| Релігія       | Кількість осіб | Відсоток |
| ------------- | -------------- | -------- |
| православні   | 2207           | 98,8%    |
| адвентисти    | 16             | 0,7%     |
| римо-католики | 5              | 0,2%     |
| баптисти      | 3              | 0,1%     |
| старообрядці  | 2              | 0,1%     |